# SIGHT
『SIGHT』（サイト）は、ロッキング・オンより刊行される日本の不定期刊行総合誌。『ロッキング・オン・ジャパン』の増刊号。1999年に創刊。渋谷陽一責任編集。定価は743円（税抜き）
キャッチフレーズは「ロックに世界を読む」であり、論調は左派的。近年は反原発に重点を置いた記事が多い。
第60号（2014年6月30日発売）までは季節刊だったが、第61号以降は不定期に刊行。2017年3月の第65号以後は刊行されていない。
なお、2014年9月30日にアートに特化した「SIGHT ART」を刊行した。定価は1112円（税抜き）。